# No Smoking...!
No Smoking...! (No Smoking) è un film del 2007 diretto da Anurag Kashyap, con John Abraham e Ayesha Takia.

## Riferimenti con altre pellicole
Nel film vengono menzionate varie pellicole: Abbas Tyrewala cita Maqbool e Main Hoon Na; Baba Bengali Munnabhai M.B.B.S. e Salaam Namaste.